# 1530 en musique classique
| \| • Retour à la chronologie générale de la musique classique • \| |
| Grèce • Rome • Haut Moyen Âge • VIIIe siècle • IXe siècle • Xe siècle • XIe siècle XIIe siècle • XIIIe siècle • XIVe siècle • XVe siècle • XVIe siècle • XVIIe siècle XVIIIe siècle • XIXe siècle • XXe siècle • XXIe siècle |
| • Retour à la chronologie générale de la musique classique • |

| Années en musique classique : 1527 - 1528 - 1529 - 1530 - 1531 - 1532 - 1533    |
| Décennies en musique classique : 1500 - 1510 - 1520 - 1530 - 1540 - 1550 - 1560 |

## Naissances

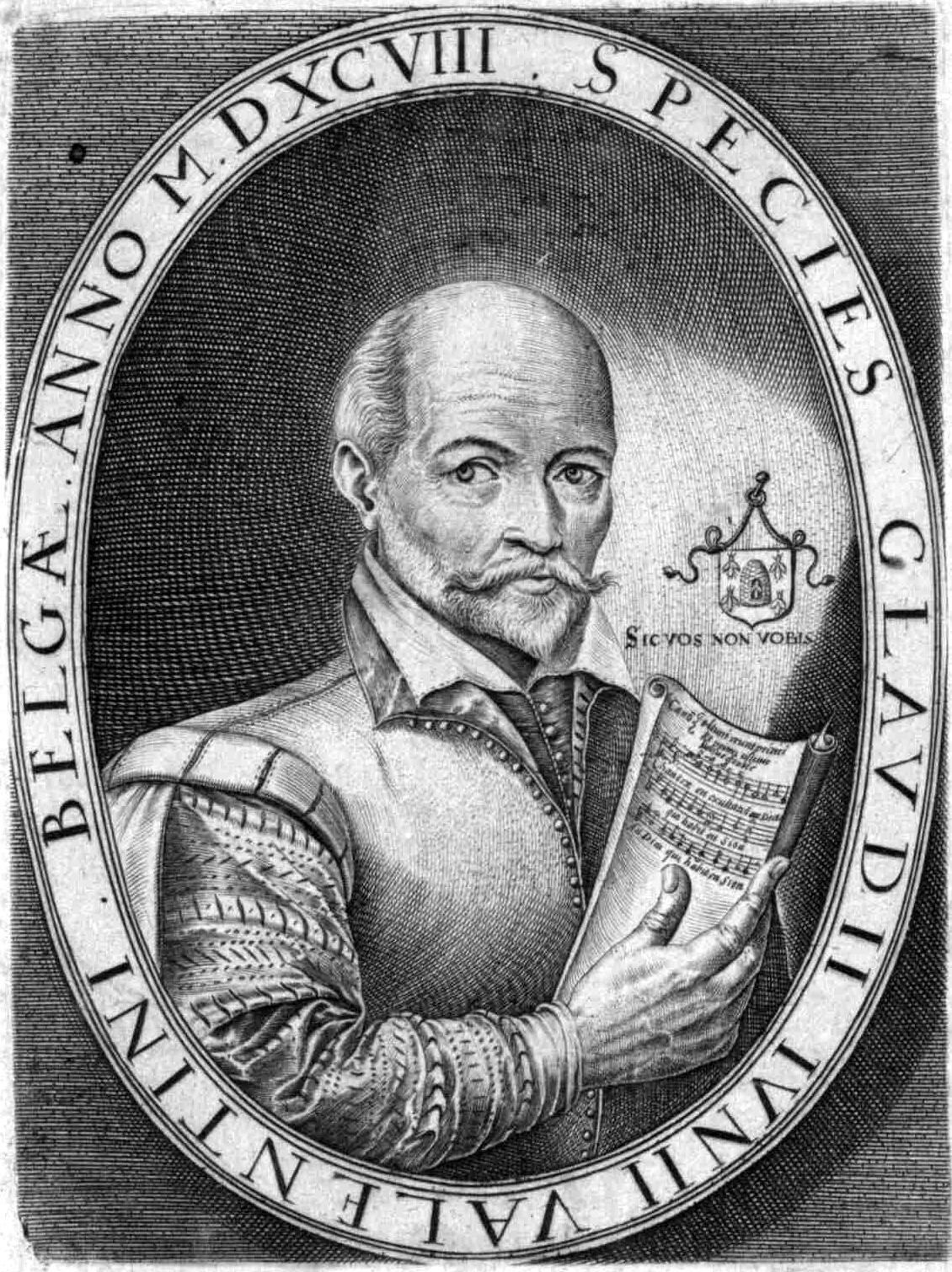
Claude Lejeune

- Christiaan van der Ameijden, chanteur et compositeur néerlandais († 1605).
- Guillaume Costeley, musicien et compositeur français († 1er février 1606).

Vers 1530 :
- Elias Nicolaus Ammerbach compositeur, arrangeur et organiste allemand († 29 janvier 1597).
- Baldassare Donato, compositeur, chanteur et maître de chapelle italien († juin 1603).
- Franciscus Florius, compositeur franco-flamand (° 1588).
- Claude Lejeune, compositeur franco-flamand († 1600).
- Jacob Praetorius l'Ancien, organiste et compositeur allemand († 1586).
- Rocco Rodio, compositeur et théoricien de la musique italien († après 1615).

Entre 1530 et 1540 :
- Filippo Azzaiolo, compositeur italien († après  1570).

## Décès
- Noël Bauldeweijn, compositeur franco-flamand (° 1480).
- (ou 1532) : Philippe Verdelot, compositeur français (° entre 1480 et 1485).